# Enconista cretacea
Enconista cretacea är en fjärilsart som beskrevs av Eugen Wehrli 1953. Enconista cretacea ingår i släktet Enconista och familjen mätare. Inga underarter finns listade i Catalogue of Life.